# Herrezen Draak
In de fictieve wereld van Het Rad des Tijds van de Amerikaanse schrijver Robert Jordan is de Herrezen Draak de kampioen van het Licht en de vijand van de boosaardige Duistere. 

## Geschiedenis
In een vorig tijdperk (het tijdperk Eeuw der Legenden) was Lews Therin Telamon de machtigste Aes Sedai van de Witte Toren en een groot leider en generaal. Nadat Shai'tan, de gevreesde Duistere, via een opening toegang had gekregen tot de wereld sloot Telamon hem af in de Laatste Slag. Op het laatste moment sloeg de Duistere echter terug, waardoor Telamon en zijn Honderd Gazellen in een vlaag van waanzin de beschaving van dat moment vernietigden en het Breken van de Wereld inluidden. Lews Therin Telamon is daarom zowel de redder als de vernietiger van de wereld en wordt door deze laatste daad herinnerd. Zijn bijnaam was de Draak, evenals het dier op zijn banier.

## Heden
Drieduizend jaar na het Breken vervult Rhand Altor de oeroude profetieën en wordt aangetoond dat hij de reïncarnatie is van Lews Therin Telamon, en dus de Herrezen Draak is. Het feit dat hij Telamon in zijn hoofd kan horen houdt hij angstvallig geheim, maar dat weerhoudt hem er niet van de wereld voor te bereiden op de wederkeer van de Duistere en de Laatste Slag. 